# Vamvakófyto
Vamvakófyto, en grec moderne : Βαμβακόφυτο, est un village du dème de Sindikí, district régional de Serrès, en Macédoine-Centrale, Grèce.
Selon le recensement de 2011, la population du village s'élève à 1 061 habitants.